# Kevin Drumm
Kevin Drumm (South Holland, Illinois, 1970) es un compositor, guitarrista y teclista estadounidense de jazz contemporáneo y música de vanguardia.

## Estilo
Surgido de la escene de improvisación libre de Chicago, a mediado de los años 1990 se convirtió en uno de los más destacados intérpretes de guitarra preparada. Desde entonces su música se amplió, incluyendo incursiones en la música electroacústica y en la composición mediante computadoras y sintetizadores modulares. 
Drumm ha colaborado con muchos artistas de campos similares, incluyendo al guitarrista japonés Taku Sugimoto, al multi-instrumentista y productor Jim O'Rourke, y otros improvisadores, como el sueco Mats Gustafsson y el alemán Axel Dörner. Ha trabajado también con el grupo Simparch, componiendo la música de su instalación Spec, expuesta en "Documenta XI" de Kassel, y en la Renaissance Society de Chicago. Drumm ha trabajado también con el saxofonista Ken Vandermark y su Territory Band, con quienes recorrió todo Estados Unidos y Europa.
El estilo de Kevin Drumm bebe de la música concreta, los sonidos electrónicos, la improvisación libre, el heavy metal y el noise. Sus influencias musicales reconocidas incluyen a Iron Maiden, Ralf Wehowsky, Heavy Load, y The New Blockaders. 

## Discografía
- (1997) Kevin Drumm (CD) - Perdition Plastics
- (1999) Second (CD) - Perdition Plastics
- (2000) Comedy (CD) - Moikai
- (2000) Particles and Smears con Martin Tétreault (CD) - Erstwhile Records
- (2000) Kevin Drumm / Bhob Rainey Split (12") - Fringes
- (2001) KD (Casete) - Freedom From
- (2001) Cases con Ralf Wehowsky (CD) - Selektion
- (2001) Den con Taku Sugimoto (CD) - Sonoris
- (2001) Triangles con Leif Elggren (LP/CD) - Moikai
- (2001) Untitled con Axel Dörner (CD) - Erstwhile Records
- (2001) Kevin Drumm / Pita Split (12") - BOXmedia
- (2002) DEG con Leif Elggren y Mats Gustafsson (LP) - Firework Edition Records
- (2002) Frozen by Blizzard Winds con Lasse Marhaug (CD) - Smalltown Supersound
- (2002) Sheer Hellish Miasma (CD) - Mego
- (2002) I Drink Your Skin con Aaron Dilloway (Casete) - Hanson Records
- (2003) Eruption con Fred Lonberg-Holm y Weasel Walter (CD) -
- (2003) Land of Lurches (LP/CD) - Hanson Records
- (2003) Mort Aux Vaches con Dan Burke (CD) - Staalplaat
- (2004) Impish Tyrant (Casete) - Spite
- (2005) Horror of Birth (Casete) - Chondritic Sound
- (2005) Kevin Drumm / 2673 Split (LP) - Kitty Play Records
- (2007) Sheer Hellish Miasma reedición en (CD) - Editions Mego
- (2007) All Are Guests in the House of the Lord con Prurient - Hospital Productions
- (2007) Purge (Casete) - iDEAL
- (2007) Gauntlet con Daniel Menche (CD) - Editions Mego
- (2008) Snow (Casete) - Hospital Productions
- (2008) Imperial Distortion (2CD) - Hospital Productions
- (2008) untiled (LP) - Dilemma Records
- (2009) Malaise (Casete) - Hospital Productions
- (2009) Alku Tape (Casete) - Alku
- (2009) Imperial Horizon - Hospital Productions
- (2010) The Icy Echoer (7") con Michael Esposito - Fragment Factory
- (2010) Necro Acoustic (5 CD boxed set) - PicaDisk
- (2017) Interference (Casete) - Second Editions